# 平木理化

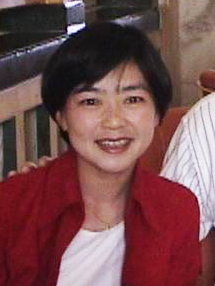
平木理化

平木理化（日语：／ Hiraki Rika，1971年12月6日—）是日本網球運動員，生於黎巴嫩貝魯特。她是1997年法國網球公開賽混合雙打冠軍（拍擋： 印度马赫什·布帕蒂），也是1998年亞洲運動會網球比賽女子雙打和女子團體兩面銅牌得主。

## 外部連結
- 平木理化的国际女子网球协会官方資料（英文）
- 平木理化的國際網球總會 職業／青少年 官方資料（英文）
- Fed Cup - Player profile - Rika HIRAKI (JPN) （页面存档备份，存于）
- 引退選手:平木理化 - 日本テニス協会公式サイト （日語）